# Opsamates flavoapicalis
Opsamates flavoapicalis là một loài bọ cánh cứng trong họ Cerambycidae.